# Harveysburg (Ohio)
Harveysburg es una villa ubicada en el condado de Warren en el estado estadounidense de Ohio. En el Censo de 2010 tenía una población de 546 habitantes y una densidad poblacional de 207,49 personas por km².

## Geografía
Harveysburg se encuentra ubicada en las coordenadas 39°30′4″N 83°59′38″O / 39.50111, -83.99389. Según la Oficina del Censo de los Estados Unidos, Harveysburg tiene una superficie total de 2.63 km², de la cual 2.57 km² corresponden a tierra firme y (2.36%) 0.06 km² es agua.

## Demografía
Según el censo de 2010, había 546 personas residiendo en Harveysburg. La densidad de población era de 207,49 hab./km². De los 546 habitantes, Harveysburg estaba compuesto por el 95.05% blancos, el 1.47% eran afroamericanos, el 0% eran amerindios, el 0.37% eran asiáticos, el 0% eran isleños del Pacífico, el 0.18% eran de otras razas y el 2.93% pertenecían a dos o más razas. Del total de la población el 0.18% eran hispanos o latinos de cualquier raza.